# My Heart Will Go On
My Heart Will Go On е песен, записана от канадската певица Селин Дион. Песента служи като основен саундтрак към хитовия филм на Джеймс Камерън „Титаник“, базиран на разказ за трансатлантическия океански лайнер със същото име, който потъва през 1912 г. след сблъсък с айсберг в северния Атлантически океан. Музиката на песента е композирана от Джеймс Хорнър, текстът са написани от Уил Дженингс, докато продукцията е ръководена от Уолтър Афанасиев, Джеймс Хорнър и Саймън Франглен.
Издадена като сингъл от петия англоезичен студиен албум на Селин Дион, Let's Talk About Love (1997), и саундтрака на филма, „мощната балада“ достига върха на класациите за сингли в Канада. Извън Канада My Heart Will Go On се превръща в световен хит, оглавявайки класациите в над двадесет страни, включително Австралия, Австрия, Белгия, Дания, Финландия, Франция, Германия, Италия, Нидерландия, Норвегия, Ирландия, Испания, Швеция, Швейцария, Обединеното кралство и Съединените американски щати.
My Heart Will Go On се счита за песен символ на Селин Дион. Със световните продажби, оценени на над 18 милиона копия, това е вторият най-продаван физически сингъл на жена в историята на музиката и един от най-продаваните физически сингъл за всички времена. Това също така е и най-продаваният сингъл в света през 1998 г. Освен това песента е включена в списъка с песните на века от Асоциацията на звукозаписната индустрия в Америка и Националния фонд за изкуства. Музикалното видео е режисирано от Бил Уудръф и пуснато в края на 1997 г. Селин Дион изпълнява песента в чест на 20-ата годишнина от филма на музикалните награди на списание „Билборд“ на 21 май 2017 г.

## Наследство
Песента оставя „отпечатка върху наследството на филма“ и всяко нейно слушане напомня за блокбъстъра и шума около него. „Ю Ес Ей Тъдей“ се съгласяват, че песента ще бъде завинаги обвързана с Титаник. „Вашингтон Поуст“ казва, че именно съчетанието на музика и образ прави песента и филма по-големи от сбора на техните части.
„Лос Анджелис Таймс“ заявява, че: My Heart Will Go On помогна 1998 г. да стане невероятна година за големи поп балади. „Атлантик“ заявява, че популярността на песента не произтича от това, че се играе на събития като абитуриентски балове в гимназията, сватби и погребения, а от незаличимото ѝ поставяне в поп културата чрез многобройни излъчвания по радиостанции, високоговорители и преминаващи коли. Ан Т. Донахю от „Трак Рекърдс“ описва песента, като „Най-великата филмова балада за всички времена“, заявявайки: „Изцяло промени играта за филмови балади и въздействието се усети веднага“. Ем Ти Ви посочва My Heart Will Go On като шестата най-голяма песен на 1990-те. По време на пандемията от Коронавирус, пианист от Барселона изпълнява My Heart Will Go On за своите съседи под карантина. В началото на 2021 г. диджей на митинга на Доналд Тръмп във Вашингтон изсвирва пред публиката My Heart Will Go On.
Филма Барб и Стар отиват във Виста Дел Мар (2021) включва ремикс на песента. Бруно Марс открива първото си шоу от началото на 2020 г. в Лас Вегас с изпълнение на песента. Поп певицата Ариана Гранде (също голяма почитателка на Селин Дион) изпява My Heart Will Go On с Джеймс Кордън в Късното шоу с Джеймс Кордън.

## Списък с песните

### Сингли
| - Европейски компактдиск сингъл 1. My Heart Will Go On – 4:40 2. Because You Loved Me – 4:33 - Европейски компактдиск сингъл (Ремикс) 1. My Heart Will Go On – 4:40 2. My Heart Will Go On – 4:21 - Френски компактдиск сингъл 1. The Reason – 5:01 2. My Heart Will Go On – 4:40 - Френски компактдиск сингъл 1. My Heart Will Go On – 4:40 2. Southampton – 4:02 | - Японски компактдиск сингъл 1. My Heart Will Go On – 4:40 2. Beauty and the Beast – 4:04 - ОК касета сингъл 1. My Heart Will Go On – 4:40 2. I Love You – 5:30 - САЩ сингъл 1. My Heart Will Go On – 4:40 2. Rose – 2:52 |

### Макси сингъл
| - Австралия/Бразилия/Европа/Великобритания 1. My Heart Will Go On – 4:40 2. Because You Loved Me – 4:33 3. When I Fall in Love – 4:19 4. Beauty and the Beast – 4:04 - Австарлийски сингъл (Ремикси) 1. My Heart Will Go On – 4:21 2. My Heart Will Go On – 4:15 3. My Heart Will Go On – 4:18 4. Misled – 7:22 5. Love Can Move Mountains – 7:14 - Бразилски сингъл (Ремикси) 1. My Heart Will Go On – 4:22 2. My Heart Will Go On – 4:21 3. My Heart Will Go On – 4:15 4. My Heart Will Go On – 9:41 | - Европейски сингъл (Ремикси) 1. My Heart Will Go On – 4:40 2. My Heart Will Go On – 4:21 3. My Heart Will Go On – 4:15 4. My Heart Will Go On – 4:18 - Японски сингъл (Ремикси) 1. My Heart Will Go On – 4:21 2. My Heart Will Go On – 4:16 3. My Heart Will Go On – 4:19 4. My Heart Will Go On – 10:03 5. My Heart Will Go On – 9:52 - Британски сингъл 1. My Heart Will Go On – 5:07 2. Just Have a Heart – 4:12 3. Nothing Broken but My Heart – 5:55 4. Where Does My Heart Beat Now – 4:32 |